# Grete Povlsen
 Der er for få eller ingen kildehenvisninger i denne artikel, hvilket er et problem. Du kan hjælpe ved at angive troværdige kilder til de påstande, som fremføres i artiklen.

Grete Anna Povlsen f.Olsen (19. november 1915 i København – 12. april 1996) var en dansk forfatter.
Povlsen debuterede med romanen Trojka i 1964 og modtog allerede året efter den første af en stribe anerkendelser for sit arbejde i form af Forfatterne Harald Kiddes og Astrid Ehrencron-Kiddes Legat. Siden 1981 modtog hun Statens Kunstfonds livslange ydelse.
Grete Povlsen var gift to gange, først med Ole Eriksen i 1943. De to blev skilt i 1955 og i 1957 blev Grete Povlsen gift med Orla Bundgård Povlsen, som hun blev skilt fra i 1979. I 1958 fik parret sønnen Klaus Bundgård Povlsen, der er journalist.
Hun er begravet på Sorgenfri Kirkegård.